# Joseph-Stanislas Fleussu
Joseph-François-Stanislas Fleussu (Borgworm, 10 januari 1798 - Luik, 2 juni 1858) was lid van het Belgisch Nationaal Congres, volksvertegenwoordiger en magistraat.

## Levensloop
Fleussu werd doctor in de rechten aan de Universiteit van Luik (1819) en werd advocaat aan de balie van deze stad.
In 1830 werd hij verkozen tot lid van het Nationaal Congres voor het arrondissement Borgloon. Hij werd een van de bijzonder actieve leden van dit Congres. Hij maakte deel uit van de Centrale Commissie die de discussies voorbereidde over de Grondwet en over de wetgeving op de verkiezingen. Op 25 november 1830 had hij al, samen met Jean Barbanson, Joseph Forgeur en Charles Liedts een ontwerp van Grondwet klaar, dat mee diende als basis voor verdere discussies, in oppositie met of aanvulling van het ontwerp dat door de Grondwetscommissie was opgesteld en dat volgens het viertal te conservatief was.
Fleussu nam aan talrijke discussies deel en deed 26 tussenkomsten in openbare zitting. Hij verdedigde met vuur het stelsel met één Kamer, zonder Senaat. Hij verdedigde met passie de kandidatuur van de hertog van Nemours tegen die van de hertog van Leuchtenberg, wat hem in botsing bracht met Joseph Lebeau.
Hij stemde mee de onafhankelijkheidsverklaring, de eeuwige uitsluiting van de Nassaus, voor het staatstoezicht op het onderwijs, voor de afschaffing van alle standenverschil, voor Surlet de Chokier als regent.
Toen moest gestemd worden over de kandidatuur van Leopold van Saksen Coburg onthield hij zich, met de volgende motivering: Aangezien hij zijn aanvaarding afhankelijk heeft gemaakt van de aanvaarding van de door de Mogendheden opgelegde voorwaarden, acht ik het nutteloos voor hem te stemmen. Hij stemde onvermijdelijk tegen het Verdrag der XVIII Artikelen.
Hij werd gemeenteraadslid van Luik (1836-1839) en maakte deel uit van allerhande adviserende commissies.
In 1831 werd hij door zijn arrondissement tot volksvertegenwoordiger verkozen en bleef dit totdat in 1833 in zijn plaats de katholiek Eloy de Burdinne werd verkozen. Fleussu werd echter ook door het arrondissement Luik verkozen en bleef derhalve verder zetelen tot in 1835. Na een onderbreking werd hij in 1839 opnieuw verkozen en bleef in de Kamer tot aan zijn ontslag om familiale redenen in mei 1847. Hij behoorde tot de liberale partij.
In oktober 1832 was Fleussu ook raadsheer bij het hof van beroep in Luik geworden, functie die hij vele jaren uitoefende.